# Daying (köping i Kina, Jiangsu)
Daying (kinesiska: 大营, 大营镇) är en köping i Kina. Den ligger i provinsen Jiangsu, i den östra delen av landet, omkring 170 kilometer nordost om provinshuvudstaden Nanjing. Antalet invånare är 24082. Befolkningen består av 12 002 kvinnor och 12 080 män. Barn under 15 år utgör 11,0 %, vuxna 15-64 år 72 %, och äldre över 65 år 15,0 %.
Genomsnittlig årsnederbörd är 985 millimeter. Den regnigaste månaden är juli, med i genomsnitt 237 mm nederbörd, och den torraste är januari, med 21 mm nederbörd.